# جويس إيكن
جويس إيكن (بالإنجليزية: Joyce Aiken)‏ هي فنانة أمريكية، ولدت في 1931 في الولايات المتحدة.